# عبدي أوتو
عبدي أوتو هو منافس ألعاب قوى صومالي، ولد في 1966.

## وصلات خارجية
- عبدي أوتو على موقع الاتحاد الدولي لألعاب القوى (الإنجليزية)
- عبدي أوتو على موقع أوليمبيديا (الإنجليزية)